# Tiếng Yola
Tiếng Forth và Bargy còn gọi là Yola, là một dạng tiếng Anh đã biến mất từng được nói tại Forth và Bargy thuộc hạt Wexford, Ireland. Nó nhiều khả năng đã phát triển từ thứ tiếng Anh trung đại được mang tới Ireland trong cuộc xâm lược của người Norman, bắt đầu năm 1169. Do đó, nó tương tự với phương ngữ Fingal của vùng Fingal. Cả hai đều biến mất vào thế kỷ 19, khi chúng bị thay thế bởi tiếng Anh Ireland. Cái tên "Yola" nghĩa là "cũ, cổ".

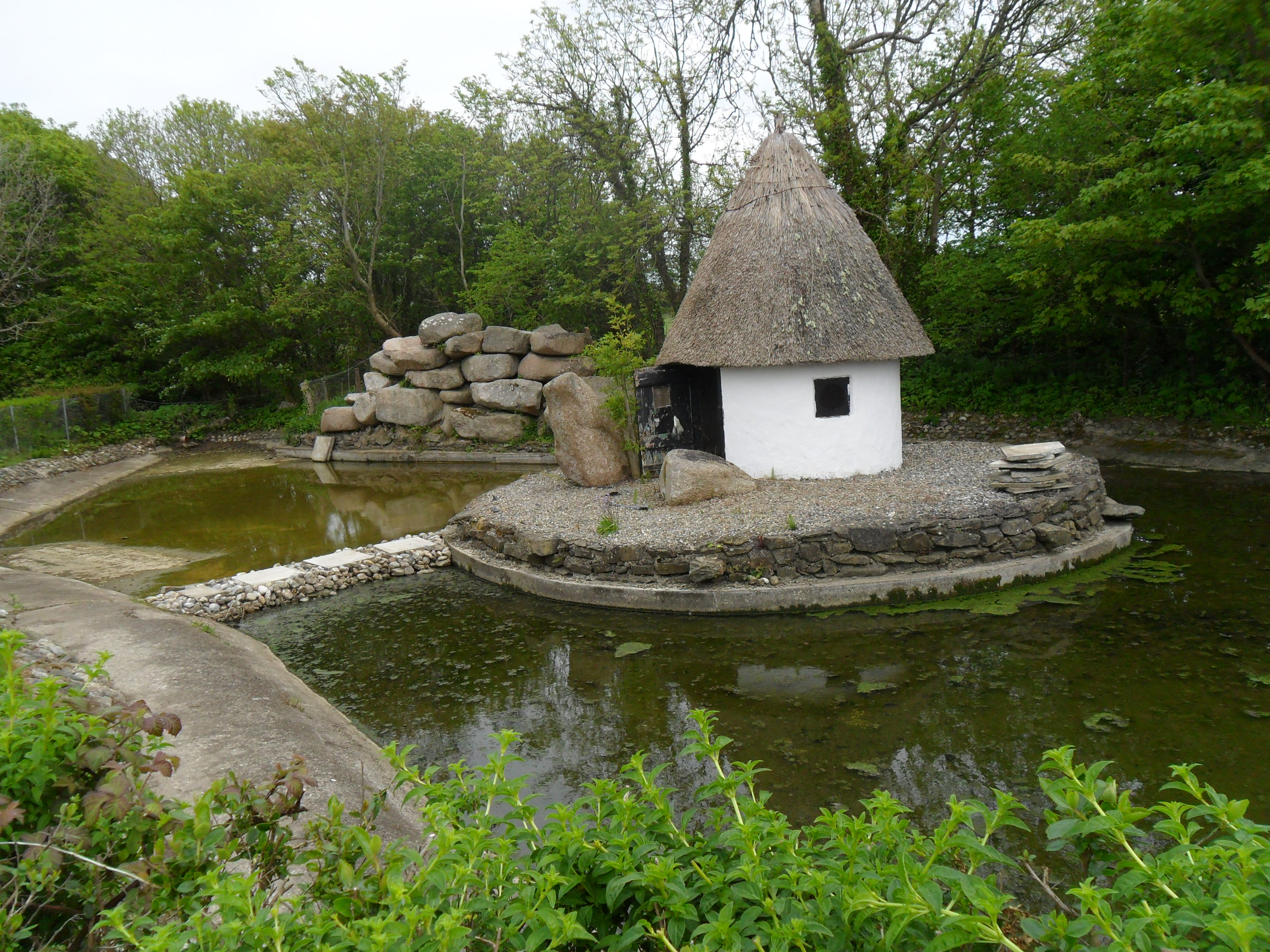
Một cái lều Yola được tân trang tại Tagoat, hạt Wexford, Ireland

## Lịch sử
Tiếng Forth và Bargy từng được nói tại hạt Wexford, chủ yếu tại Forth và Bargy. Đây là nơi đầu tiên người Norman đặt chân đến trong cuộc xâm lược Ireland. Do vậy nó rất gần với phương ngữ Fingal, từng hiện diện ở vùng Fingal (phía bắc Dublin). Tiếng Anh trung đại được sử dụng rộng rãi khắp đông nam Ireland cho tới thế kỷ 14, khi dân cư dần mất ngôn ngữ của mình do bị Gael hóa. Từ thời điểm này, tiếng Forth và Bargy và tiếng Fingal là dạng tiếng Anh duy nhất phát triển trực tiếp từ tiếng Anh trung đại trong vùng.
Tiếng Anh hiện đại được thực dân Anh mang đến trong và sau thế kỷ 17, tạo nên cơ sở cho tiếng Anh Ireland ngày nay. Thứ tiếng Anh này khác biệt đáng kể với tiếng Forth và Bargy. Do tiếng Anh hiện đại lan rộng, cả tiếng Forth và Bargy và tiếng Fingal biến mất vào thế kỷ 19.

## Ngữ âm
Như trong tiếng Hà Lan, các dạng tiếng Anh miền đông nam nước Anh và (ở mức độ ít hơn) tiếng Đức, đa số phụ âm xát vô thanh trong tiếng Forth và Bargy trở nên hữu thanh. Các nguyên âm tiếng Anh trung đại được lưu giữ, chỉ bị ảnh hưởng một phần và không đồng đều bởi Great Vowel Shift.
Một đặc điểm của Forth và Bargy là trong nhiều trưởng hợp trọng âm được chuyển sang âm tiết thứ hai: morsaale "miếng, mẩu", hatcheat "cái rìu nhỏ", dineare "bữa ăn tối", readeare "người đọc; độc giả", weddeen "đám cưới".

## Ngữ pháp

### Đại từ
Đại từ Forth and Bargy tương tự của tiếng Anh trung đại.
|             | Ngôi thứ nhất | Ngôi thứ nhất | Ngôi thứ hai | Ngôi thứ hai | Ngôi thứ ba  | Ngôi thứ ba |
| số ít       | số nhiều      | số ít         | số nhiều     | số ít        | số nhiều     |             |
| ----------- | ------------- | ------------- | ------------ | ------------ | ------------ | ----------- |
| danh cách   | Ich           | wough/wee     | thou         | ye           | hea, shoo, ? | thye        |
| đối cách    | me            | ouse          | thee         | ye           | him, her, it | aam         |
| sở hữu cách | mee           | oure          | yer          | yer          |              | aar         |

### Động từ
Động từ Forth và Bargy lưu giữ nhiều nét của tiếng Anh trung đại. Đuôi động từ ngôi thứ hai và ba số nhiều là -eth. Động từ quá khứ phân từ giữ lại tiền tố "y" tiếng Anh trung đại dưới dạng "ee".

### Danh từ
Một số danh từ có đuôi số nhiều -en (giống children tiếng Anh hiện đại), như been (số nhiều của 'bee') và tren (số nhiều của 'tree').

## Từ vựng
Bảng từ vựng do Jacob Poole thu thập cho ta biết về khối từ vựng tiếng Forth và Bargy. Poole là một nông dân và thành viên của Religious Society of Friends từ Growtown của giáo xứ Taghmon cạnh biên giới giữa Bargy và Shelmalier. Ông đã thu thập chúng từ các nông dân xung quanh từ năm 1800 cho đến khi mất năm 1827.
Tiếng Forth và Bargy vay mượn một số từ từ tiếng Ireland.

### Từ nghi vấn
| Tiếng Việt  | Tiếng Anh | Forth and Bargy | Tiếng Scots                             | Tiếng Frisia | Tiếng Hạ Saxon | Tiếng Hà Lan | Tiếng Đức | Tiếng Goth |
| ----------- | --------- | --------------- | --------------------------------------- | ------------ | -------------- | ------------ | --------- | ---------- |
| ai          | who       | fho             | wha fa trong phương ngữ Scots Doria     | wa           | wel/wokeen     | wie          | wer       | ƕas        |
| cái gì      | what      | fade            | whit fit trong phương ngữ Scots Doria   | wat          | wat            | wat          | was       | ƕat        |
| khi nào     | when      | fan             | whan fan trong phương ngữ Scots Doria   | wannear      | wanneer        | wanneer      | wann      | ƕan        |
| ở đâu       | where     | fidi            | whaur faur trong phương ngữ Scots Doria | wêr          | wo/woneem      | waar         | wo        | ƕar        |
| tại sao     | why       | farthoo         | why fy trong phương ngữ Scots Doria     | wêrom        | worüm          | waarom       | warum     |            |
| (cái) nào   | which     | wich            | whilk                                   | hokker       | welk           | welk         | welche    | ƕileiks    |
| như thế nào | how       | fowe            | hou                                     | hoe          | wo/woans       | hoe          | wie       | ƕai        |

### Giới từ
| Tiếng Việt            | Tiếng Anh              | Forth and Bargy  | Tiếng Scots       | Tiếng Frisia | Tiếng Hạ Saxon                  | Tiếng Hà Lan         | Tiếng Đức      |
| --------------------- | ---------------------- | ---------------- | ----------------- | ------------ | ------------------------------- | -------------------- | -------------- |
| về                    | about                  | abut             | aboot             | om/rûn       | üm/rund                         | om/rond              | um/rund        |
| trên (cái gì đó)      | above                  | aboo             | abuin             | boppe        | baven                           | boven                | über           |
| chống lại             | against                | ayenst           | agin              | tsjin        | gegen                           | tegen                | gegen          |
| giữa                  | among                  | amang            | amang             | ûnder/tusken | mang/twüschen                   | onder/tussen         | unter/zwischen |
| quanh                 | around                 | arent            | aroond            | om           | üm                              | om/rond              | um             |
| ở bên                 | at/by                  | adh/bee          | at/by             | by           | bi                              | om/bij               | bei            |
| trước                 | before                 | avar             | afore             | foar         | vöör                            | voor                 | vor            |
| dưới                  | below/beneath/under    | aloghe           | ablo/aneath/unner | ûnder        | (to)neddern/nedder, ünnen/ünner | beneden/onder        | unten/unter    |
| cạnh bên              | beside/next to         | besithe/neeshte  | aside/neist       | nêst/njonken | blangen/neven                   | bezijden/naast/neven | neben          |
| giữa                  | between/betwixt/'twixt | betweesk/beteesh | atween/atweesh    | tusken       | twüschen                        | tussen               | zwischen       |
| cho                   | for                    | vor              | for               | foar         | för                             | voor                 | für            |
| từ                    | from                   | vrom/vrem/vreem  | frae              | fan          | vun                             | van                  | von            |
| trong                 | in                     | i/ing            | in                | yn           | in                              | in                   | in             |
| (ra) ngoài, (ra) khỏi | out                    | ut/udh           | oot               | út           | uut                             | uit                  | aus            |
| quá, hết              | over                   | ower/oer         | ower              | oer          | över                            | over                 | über           |
| qua                   | through                | trugh            | throu             | troch        | döör                            | door                 | durch          |
| với                   | with                   | wee              | wi                | mei          | mit                             | met                  | mit            |

### Từ khác
| Tiếng Việt | Tiếng Anh | Forth and Bargy | Tiếng Scots  | Tiếng Frisia | Tiếng Hạ Saxon      | Tiếng Hà Lan              | Tiếng Đức                        | Tiếng Ireland               |
| ---------- | --------- | --------------- | ------------ | ------------ | ------------------- | ------------------------- | -------------------------------- | --------------------------- |
|            | Wexford   | Weisforthe      | Wexford      | "Wexford"    | "Wexford"           | "Wexford" ("West-voorde") | "Wexford" ("Westfurt")           | Loch Garman                 |
| mặt trời   | sun       | zin             | sun          | sinne        | Sünn                | zon                       | Sonne [zɔnə]                     | Grian                       |
| đất đai    | land      | loan, lhoan     | laund        | lân          | Land                | land                      | Land                             | Talamh                      |
| ngày       | day       | dei, die        | day          | dei          | Dag                 | dag                       | Tag                              | Iá                          |
| chính bạn  | yourself  | theezil         | yersel       | dysels       | du sülvst/sülven    | jezelf                    | du selbst [du zɛlpst], du selber | tú féin                     |
| bạn        | friend    | vriene          | fere         | freon        | Fründ               | vriend                    | Freund                           | Cara                        |
|            | the       | a, ee           | the          | de, it       | de, den, dat        | de, het                   | der, die, das, des, dem, den     | an, na                      |
| thứ        | thing     | dhing           | hing         | ting         | Ding                | ding                      | Ding                             | rud, ní                     |
| đi         | go        | ee-go           | gae/gang/gan | gean         | gaan                | gaan                      | gehen                            | dul (go), imeacht (go away) |
| sợ         | fear      | vear            | fear         | frees        | Forcht, Bang, Angst | vrees, angst              | Furcht, Angst                    | eagla                       |
| cũ, cổ     | old       | yola, yole      | auld         | âld          | oold, oll-          | oud                       | alt                              | sean, seanda, aosta         |

### Số đếm
| 1   | 2          | 3     | 4     | 5     | 6     | 7     | 8     | 9    | 10   |
| --- | ---------- | ----- | ----- | ----- | ----- | ----- | ----- | ---- | ---- |
| oan | twye/twyne | dhree | voure | veeve | zeese | zeven | ayght | neen | dhen |

So sánh với phương ngữ Dorset: one, two, dree, vower, vive, zix, zeven, aïght, nine, ten.